# Erylus expletus
Erylus expletus är en svampdjursart som beskrevs av Topsent 1927. Erylus expletus ingår i släktet Erylus och familjen Geodiidae. Inga underarter finns listade i Catalogue of Life.